# Per capsulam
Per capsulam är ett latinskt uttryck som betyder "genom en kapsel". Det kommer av att kurirer under antiken transporterade meddelanden i en kapsel och har i dagens Sverige kommit att beteckna beslut som fattas utan att beslutsfattarna, ofta ledamöter i en styrelse, möts.
Ett per capsulam-beslut är ett beslut som fattas utanför ett ordinarie styrelsesammanträde, styrelseledamöterna deltar inte i ett sammanträde. Per capsulam-beslut skall endast användas då en fråga inte kan vänta till nästkommande styrelsesammanträde. Styrelsens stadgar och regelverk för beslutsför styrelse gäller, enligt praxis brukar det ställas krav på högre enighet vid ett per capsulam-beslut.
- Per Capsulam via brev eller e-post:

Ärendehandlingar sänds ut via brev eller e-post, och besvaras på samma sätt. Förslagsställaren skickar underlag för beslut till samtliga styrelseledamöter och presenterar den aktuella ärendefrågan som föreligger. Respektive styrelseledamot tar ställning till ärendet och förslagsställaren sammanställer och skickar snarast resultatet till samtliga styrelseledamöter. Vid nästa ordinarie styrelsesammanträde protokollförs eventuella per capsulam-beslut under en egen punkt i protokollet för att läggas till handlingarna, det skrivs in att beslutet har fattats per capsulam.
- Per Capsulam via telefon eller samtal:

När ett beslut måste fattas mycket snabbt kan ett per capsulam-beslut fattas via telefon eller samtal öga mot öga. Detta skall dock i möjligaste mån undvikas. Förslagsställaren ringer eller tilltalar samtliga styrelseledamöter och presenterar den aktuella ärendefrågan som föreligger. Respektive styrelseledamot tar ställning till ärendet och förslagsställaren sammanställer och skickar snarast resultatet till samtliga styrelseledamöter. Vid nästa ordinarie styrelsesammanträde protokollförs eventuella per capsulam-beslut under en egen punkt i protokollet för att läggas till handlingarna, och det skrivs in att beslutet har fattats per capsulam.